# Цокъл
Цокъл (на латински: soccŭlus; на италиански: zoccolo) се нарича долната част на здание, съоръжение, паметник, колона, пиедестал, скулптура и други подобни конструкции, лежащи върху фундамент, която обикновено е леко изпъкнала.
Една от конструктивните функции на цокъла е да изравнява фундамента на една и съща височина.
Обикновено при по-обемни конструкции се изработва от дялан камък с висока устойчивост на натиск – предимно гранит.
Цокълът на сграда в днешно време се изгражда директно върху фундамента, докато в миналото той е представлявал каменен паралелепипед, стъпил непосредствено върху земята. Височината му може да зависи от наличието или липсата на изба (маза) или сутеренен етаж (цокълен етаж). Цокълите се класифицират на потъващи, изпъкнали и изравнени (разположени в една равнина със стената).
При колоните, цилиндричната основа, върху която стои колоната, се нарича цокъл (или основа) и се използва като синоним на пиедестал.
Думата цокъл може да се употребява и като синоним на фриз и корниз, когато се отнася до декоративна ивица в долната част на външна стена.
Цокълът може да бъде декоративно облицован (т. е. покрит с камък, дървесина, мозайка, плочки, мрамор, рогозка и др.) или изрисуван с фрески. В интериорната живопис на Помпей, например, цокълът е най-ниската зона на един стенопис.
В областта на археологията този термин се отнася за основа на стена, често направена от камък, която поддържа горната част на стената, която е направена от друг материал – често от кирпич. Това е типична строителна практика в Древна Гърция, в резултат на която често от древните сгради днес са се запазили само долните им каменни части, както е в град Олинт. Много ранен пример за използването на цокъл е двуетажната Къща на плочките в археологическия обект Лерна на гръцкия полуостров Пелопонес, датирана от ранния Еладски период преди 4000 г., изградена от керпич върху каменен цокъл, с широка употреба на дърво и глина за подовете, както и щукатура за стените.

## Виж също
- Изба (мазе)
- Пиедестал
- Фриз
- Корниз
- Стилобат